# 藤林宗源
藤林 宗源（ふじばやし そうげん）は、江戸時代前期の大和国小泉藩の家老。諱は直良（なおよし）。片桐氏の家臣。石州流宗源派（藤林流）の祖である茶人。

## 略歴
実父は片桐且元の家臣である河合善左衛門。幼い頃に叔父の藤林与兵衛の養子となった。
且元に小姓として仕えた。且元の死後はその弟である小泉藩主・片桐貞隆に仕え、家老に取り立てられて500石の知行を与えられた。貞隆の死後は跡を継いだ貞昌に仕えた。貞昌は石州の号を持つ茶人であり、宗源は石州の弟弟子として桑山宗仙に茶の湯を学んだ。また、石州を通じて野村休盛や松浦鎮信とも親交があった。京都の大徳寺に高林庵と呼ばれる書院を建立するなど藩主の信任と権勢は絶大であり、延宝元年（1673年）に貞昌が死去すると、京都に居を移し石州流の中心人物となり、同流の完成に尽力した。
茶人としての才能は周知に認められ、多くの公家や武士の出入りがあったが、晩年になるとそれをよいことに傲慢になり、藩政でも専横の兆しが強くなった。このため、貞昌の跡を継いでいた三男の貞房は宗源を排斥するため、京都八坂屋敷にいた宗源を半ば強制的に和泉国肥後村屋敷に移して隠居させた。
著書も多く、石州流口伝書に基づく秘伝書であり宗源流の基本書とされる「和泉草」や「藻塩草（品川物語）」などがある。
元禄8年（1695年）3月8日に死去した。宗源の茶の系譜は片桐家家中で伝承された。藤林家はその後、家が分裂して2家となり、宗家の当主は助之丞の通称を襲名して小泉藩の重代家老（300石）となったが、幕末に衰退した。